# 和田昌哉
和田昌哉（Masaya Wada わだ まさや、8月10日生まれ）は、日本の男性R&Bシンガー、音楽プロデューサー、作曲家、作詞家、ボーカル・プロデューサー。XChange, Fixional Cities, Groove Nomad Orchestra (GNO)のボーカルとしても活動中。

## プロフィール
- 新潟県出身、大阪府育ち。大阪外国語大学英語学科卒。（在学中にCity University of New York, Brooklyn Collegeに編入）
- 2005年Avex Rhythmzoneから歌手デビュー以前に、CHEMISTRYやMISIAなどの様々なアーティストへの作曲、編曲、ボーカル・プロデュース、コーラスを行う。[1][2]

## ディスコグラフィー

### シングル
- 「Turn The Page」（2005年4月13日）
- 「Find A Way」（2005年9月21日）
- 「Hand In Hand」（2006年1月25日）
- 「Different Beat」（2019年9月25日）
- 「Where's the Love」(2019年11月29日)
- 「Different Beat(Japanese Ver.)」(2020年5月13日)
- 「pulse part II」Sala Kurokawa (2022年12月23日)
- 「Tokyo Blues」Mari Ishida、CHICO CARLITO(2023年5月17日)

### アルバム
- 『New Beginning』（2006年8月30日）[3]

### ミニ・アルバム
- 『My Flavor -Dinner for the Soul-』（2007年10月24日）

### 配信作品
- 「君のそばに」
- 「Touch You」
- 「Vertigo」
- 「Find A Way （スペイン語バージョン）」

### フィーチャリング、ゲスト参加作品
- GIPPER「Holiday (feat. Masaya Wada)」（2004年11月）
- Sowelu「Cloudy (Taishi Fukuyama Remix) feat. Masaya Wada」（2005年7月）
- 鷺巣詩郎「Eyes Of A Child...」SHIRO'S SONGBOOK vers 7.0（2005年8月）
- DJ URAKEN「Uraken feat. Masaya Wada - With or Without You」「Uraken feat. Masaya Wada - I‘ll Be There」（2007年7月ミックス・アルバム「LOUCA - Uraken's Jet Summer Mix -」に収録）
- Sho Kamijo 「My Little Sweet Boy (feat. Masaya Wada)」 ボーカル/作詞（2015年2月アルバム「Let's Go Together」に収録）
- 才恵加 CAT (feat. Masaya Wada) ボーカル/作詞（アルバム「ピアス」に収録）

## 関連作品 （プロデュース、作詞、作曲、ボーカルプロデュース、コーラス等）
| 発売日         | シングル名/アルバム名        | タイトル          |                                    | 備考                                                     |
| -------------- | ---------------------------- | ----------------- | ---------------------------------- | -------------------------------------------------------- |
| 2016年6月15日  | HiGH&LOW ORIGINAL BEST ALBUM | FIND A WAY        | 作詞/ボーカルディレクション        |                                                          |
| 2017年11月8日  | 100degrees                   | Can't Say Goodbye | 作詞/ボーカルディレクション        |                                                          |
| 2018年4月25日  | Fandango                     | Dream On          | 作詞/ボーカルディレクション        |                                                          |
| 2018年9月21日  | The Rampage                  | Over              | 作詞/ボーカルディレクション        |                                                          |
| 2019年7月30日  | WELCOME 2 PARADISE           | One More Kiss     | 作詞/ボーカルディレクション        |                                                          |
| 2019年10月2日  | SWAG & PRIDE                 | FIRED UP          | 作詞/ボーカルディレクション        |                                                          |
| 2019年10月30日 | THE RIOT                     | So Good           | 作詞/ボーカルディレクション        |                                                          |
| 2019年10月30日 | THE RIOT                     | Seasons           | 作詞/ボーカルディレクション        |                                                          |
| 2020年4月22日  | INVISIBLE LOVE               | INTO THE LIGHT    | 作詞/ボーカルディレクション        |                                                          |
| 2020年9月30日  | FEARS                        | LIVIN’ IT UP      | 作詞/ボーカルディレクション        |                                                          |
| 2020年12月9日  | MY PRAYER                    | MY PRAYER         | 作詞/共作曲/ボーカルディレクション | ABEMA TV「恋する❤︎週末ホームステイ 2020 September」主題歌 |
| 2021年6月30日  | HEATWAVE                     | ALL ABOUT TONIGHT | 作詞/ボーカルディレクション        | 「RUN!RUN!RAMPAGE!!」テーマソング                        |
| 2023年2月22日  | ROUND & ROUND                | Change My Life    | 作詞/ボーカルディレクション        |                                                          |
| 2023年2月22日  | ROUND & ROUND                | ハジマリノウタ    | 作詞/ボーカルディレクション        | 「東京インテリア」CMソング                               |

| 発売日         | シングル名/アルバム名                          | タイトル                                                   |                                         | 備考                                                                               |
| -------------- | ---------------------------------------------- | ---------------------------------------------------------- | --------------------------------------- | ---------------------------------------------------------------------------------- |
| 2015年9月16日  | ALL FOR YOU                                    | I Believe In Miracles                                      | ボーカルアレンジ/ボーカルディレクション |                                                                                    |
| 2016年6月15日  | HiGH&LOW ORIGINAL BEST ALBUM                   | Unbreakable / GENERATIONS VS THE RAMPAGE (from EXILE TRIBE | 作詞/ボーカルディレクション             |                                                                                    |
| 2016年11月16日 | PIERROT                                        | SOUND OF LOVE                                              | 作詞                                    |                                                                                    |
| 2017年4月12日  | 太陽も月も                                     | Togetherness                                               | 作詞/ボーカルディレクション             | 2017年7月5日発売アルバム「涙を流せないピエロは太陽も月もない空を見上げた」にも収録 |
| 2017年7月5日   | 涙を流せないピエロは太陽も月もない空を見上げた | Make You Mine                                              | 作詞/ボーカルディレクション             |                                                                                    |
| 2018年10月31日 | 少年                                           | 少年 (English Version)                                     | 英訳詞                                  |                                                                                    |
| 2019年7月17日  | Brand New Story                                | Brand New Story                                            | 作詞/ボーカルディレクション             |                                                                                    |
| 2019年7月17日  | Brand New Story                                | Control Myself                                             | ボーカルディレクション                  |                                                                                    |
| 2019年9月25日  | EXPerience Greatness                           | EXPerience Greatness                                       | 作詞/ボーカルディレクション             |                                                                                    |
| 2020年5月11日  | You & I                                        | You & I                                                    | 作詞/ボーカルディレクション             | 2020年11月18日発売シングル「Loading•••」にも収録                                   |
| 2023年3月23日  | X                                              | ワンダーラスト                                             | 作詞/ボーカルディレクション             | 野球中継「ガッツナイター」テーマソング                                             |

| 発売日         | シングル名/アルバム名       | タイトル          |                                    | 備考                                                                                                 |
| -------------- | --------------------------- | ----------------- | ---------------------------------- | --- |
| 2023年9月22日  | It's all good(配信シングル) | It's all good     | 作詞/ボーカルディレクション        | ABCテレビ「around1/4 アラウンド・クォーター」主題歌                                                  |
| 2023年8月16日  | Tell Me                     | Tell Me           | 作詞                               | 日本テレビ「FUN!FUN!FANTASTICS SEASON3」主題歌 2023年12月5日発売アルバム「FANTASTIC ROCKET」にも収録 |
| 2021年5月19日  | STOP FOR NOTHING            | Play Back         | 作詞/ボーカルディレクション        | 「FUN!FUN!FANTASTICS」主題歌 2021年8月18日発売アルバム「FANTASTIC VOYAGE」にも収録                   |
| 2020年11月11日 | High Fever                  | Cannonball        | 作詞/ボーカルディレクション        | 2021年8月18日発売アルバム「FANTASTIC VOYAGE」にも収録                                                |
| 2020年11月11日 | High Fever                  | Keep On Movin'    | 作詞/共作曲/ボーカルディレクション | 2021年8月18日発売アルバム「FANTASTIC VOYAGE」にも収録                                                |
| 2020年4月1日   | Hey, darlin’                | Overflow          | 作詞/ボーカルディレクション        | |
| 2019年04月3日  | Flying Fish                 | Can't Give You Up | 作詞/ボーカルディレクション        | |

| 発売日         | シングル名/アルバム名      | タイトル   |           | 備考                                                       |
| -------------- | -------------------------- | ---------- | --------- | ---------------------------------------------------------- |
| 2019年5月22日  | EVANGELION EXTREME         | 赤き月     | コーラス  |                                                            |
| 2021年12月20日 | Final Call（配信シングル） | Final Call | 作曲/編曲 | 「P新世紀エヴァンゲリオン 〜未来への咆哮〜」イメージソング |

| 発売日 | シングル名/アルバム名 | タイトル    |                                                        | 備考 |
| ------ | --------------------- | ----------- | ------------------------------------------------------ | ---- |
| 2023年 |                       | また来世    | ボーカルディレクション/ボーカルアレンジ/プログラミング |      |
| 2023年 |                       | LOVE        | ボーカルディレクション                                 |      |
| 2023年 |                       | Secret Call | ボーカルディレクション                                 |      |

| 発売日        | シングル名/アルバム名 | タイトル        |                               | 備考 |
| ------------- | --------------------- | --------------- | ----------------------------- | ---- |
| 2019年5月21日 |                       | Oh! Oh!         | 共作詞、共作編曲、ミックス    |      |
| 2020年        |                       | Crossroads      | 共作詞/共作曲/共編曲/ミックス |      |
| 2023年7月     |                       | Midnight Escape | 作曲                          |      |

| 発売日         | シングル名/アルバム名      | タイトル                                     |                               | 備考 |
| -------------- | -------------------------- | -------------------------------------------- | ----------------------------- | --- |
| 2015年9月30日  | Dance Dance Dance          | Dance Dance Dance                            | ボーカルディレクション        | ハウステンボス「光の王国」CMソング テレビ朝日系「お願い！ランキング」9月度エンディングテーマソング                                                      |
| 2015年9月30日  | Dance Dance Dance          | Hey You!                                     | ボーカルディレクション        | |
| 2016年7月20日  | E.G. summer RIDER          | E.G. summer RIDER                            | ボーカルディレクション        | |
| 2016年8月10日  | Pink Champagne             | Pink Champagne                               | ボーカルディレクション        | LAWSON「LAWSON × E-girlsスピードくじキャンペーン」CMソング Samantha Vega「Samantha Vega meets E-girls恋してる!?～恋が叶うバッグ＃恋叶バッグ～」CMソング |
| 2016年11月30日 | Go! Go! Let's Go!          | Go! Go! Let's Go!                            | ボーカルディレクション        | ムービーコミック「PとJK」主題歌 |
| 2016年11月30日 | Go! Go! Let's Go!          | ボン・ボヤージュ                             | ボーカルディレクション        | |
| 2017年7月26日  | Love ☆ Queen               | Love ☆ Queen                                 | ボーカルディレクション        | 2018年5月23日発売アルバム「E.G. 11」にも収録 |
| 2017年7月26日  | Love ☆ Queen               | Smile For Me                                 | ボーカルディレクション        | 2018年5月23日発売アルバム「E.G. 11」にも収録 |
| 2017年7月26日  | Love ☆ Queen               | Tomorrow will be a good day                  | ボーカルディレクション        | 2018年5月23日発売アルバム「E.G. 11」にも収録 |
| 2017年7月26日  | Love ☆ Queen               | Piece of your heart                          | ボーカルディレクション        | 2018年5月23日発売アルバム「E.G. 11」にも収録 |
| 2017月12月6日  | 北風と太陽                 | 北風と太陽                                   | ボーカルディレクション        | 2018年5月23日発売アルバム「E.G. 11」にも収録 |
| 2017月12月6日  | 北風と太陽                 | Making Life                                  | ボーカルディレクション        | 2018年5月23日発売アルバム「E.G. 11」にも収録 |
| 2018年1月31日  | あいしてると言ってよかった | あいしてると言ってよかった                   | ボーカルディレクション        | 2018年5月23日発売アルバム「E.G. 11」にも収録 |
| 2018年1月31日  | あいしてると言ってよかった | What I Want Is                               | ボーカルディレクション        | 2018年5月23日発売アルバム「E.G. 11」にも収録 |
| 2018年2月28日  | Pain, pain                 | Pain, pain                                   | ボーカルディレクション        | 2018年5月23日発売アルバム「E.G. 11」にも収録 |
| 2018年2月28日  | Pain, pain                 | The NEVER ENDING STORY〜君に秘密を教えよう〜 | ボーカルディレクション        | |
| 2018年2月28日  | Pain, pain                 | DYNAMITE GIRL                                | 共作曲/ボーカルディレクション | 2018年5月23日発売アルバム「E.G. 11」にも収録 |
| 2018年5月23日  | E.G. 11                    | Just a little                                | 共作曲/ボーカルディレクション | |
| 2020年12月28日 | E-girls                    | eleven                                       | 共作曲/ボーカルディレクション | |

| 発売日        | シングル/アルバム名                 | タイトル  |                        | 備考                                                    |
| ------------- | ----------------------------------- | --------- | ---------------------- | ------------------------------------------------------- |
| 2019年7月3日  | Lights/Boy With Luv                 | Lights    | ボーカルディレクション |                                                         |
| 2020年7月15日 | MAP OF THE SOUL : 7 ~ THE JOURNEY ~ | Stay Gold | ボーカルディレクション | テレビ東京系ドラマ「らせんの迷宮~DNA科学捜査~」の主題歌 |
|               |                                     |           |                        |                                                         |

CHEMISTRY
- アルバム「CHEMISTRY」（2019/9/25）全曲ボーカルプロデュース
- 「Get Together Again」共作詞、共作曲 (2019/9/25発売 アルバム「CHEMISTRY」に収録)
- 「Angel」共作曲、共編曲、ボーカルプロデュース（9019/7発売シングル、2019/9/25発売 アルバム「CHEMISTRY」に収録)）
- 「Still Walking」共作曲、共編曲、ボーカルプロデュース（9019/7発売シングル、2019/9/25発売 アルバム「CHEMISTRY」に収録)）
- 「もしも」共作曲、ボーカルプロデュース (2019/2/13発売シングル)
- 「夜行バス」ボーカルプロデュース (2019/2/13)
- 「夕闇をひとり」ボーカルプロデュース、コーラス (2019/2/13)
- 「Windy」「ユメノツヅキ」共作曲、共編曲、ボーカル・プロデュース、「Horizon」ボーカル・プロデュース（2017年11月15日発売シングル「Windy／ユメノツヅキ」2019/9/25発売 アルバム「CHEMISTRY」に収録）
- 「My Gift To You（限定盤）」　ボーカルプロデュース（シングル） （2002年12月 オリコン4位）
- 「It Takes Two / Solid Dream / Move On」　ボーカルプロデュース（シングル） （2002年11月 オリコン1位 フジテレビ系ドラマ「DOUBLE SCORE」主題歌）
- 「Floatin'」　ボーカル・プロデュース（シングル） （2002年7月 オリコン1位）
- 「君をさがしてた ～New Jersey United～ 」　ボーカルプロデュース（シングル） （2002年5月 オリコン2位）
- 「You Go Your Way」　ボーカルプロデュース（シングル） （2001年10月 オリコン1位）
- 「Point of No Return/君をさがしてた ～The Wedding Song～」　ボーカルプロデュース（シングル） （2001年6月 オリコン1位）
- 「Pieces of A Dream」　ボーカルプロデュース（シングル）　（2001年3月 オリコン1位）
- 「Between The Lines」　ボーカルプロデュース（アルバム）　2003年6月 オリコン1位
- 「Second To None　」　ボーカルプロデュース（アルバム） （2003年1月 オリコン1位）
- 「The Way We Are」　ボーカルプロデュース（アルバム） （2001年11月 オリコン1位）
- 「Naturally Ours」　作曲 / 編曲　（2003年6月アルバム「Between the Line」に収録 爽健美茶CMソング）
- 「Intro-lude ～You're My Second to None～」　作曲 / 編曲（2003年1月アルバム「Second To None」に収録）
- 「RIPTIDE」（2003年1月アルバム　作曲 / 編曲「Second To None」に収録）
- 「It Takes Two」　作曲 / 編曲　（2002年11月シングル / 2006年11月アルバム「ALL THE BEST」に収録）
- 「Intro-lude ～The Way We Are～」　作曲 / 編曲　（2001年11月アルバム「The Way We Are」に収録）
- 「Rewind」　共作曲　（2001年11月アルバム「The Way We Are」に収録）
- 「Still Echo」　コーラス（2003年6月アルバム「Second To None」に収録）
- 「It Takes Two」　コーラス（2002年11月 オリコン1位）
- 「Move On」　コーラス（2002年11月 オリコン1位）
- 「Back Together Again」　コーラス（2002年7月シングル「Floatin'」に収録

Flower
- そこらへんによくある話　（共作曲、ボーカルディレクション 2019年3月27日 アルバム「F」）
- 紅のドレス（ボーカルディレクション）
- たいようの哀悼歌（ボーカルディレクション）
- Stranger（ボーカルディレクション）
- MOON JELLYFISH（ボーカルディレクション）
- とても深いグリーン（ボーカルディレクション）
- まだ好きだから（ボーカルディレクション）
- My Joe（ボーカルディレクション）
- モノクロ（ボーカルディレクション）
- カラフル（ボーカルディレクション）
- Boyfriend -part II-（以上ボーカルディレクション　2019年3月27日 アルバム「F」）
- 「Dreamin' Together feat. Little Mix」　共作曲、ボーカル・プロデュース、　（アルバム『花時計』2015年3月4日に収録）
- 「TOMORROW 〜しあわせの法則〜」(映画『ANNIE / アニー』日本語吹替版テーマソング 2015年）ボーカルディレクション
- Are You Ready?（ボーカルディレクション）
- SAKURAリグレット（ボーカルディレクション）
- Just A Little Bit（ボーカルディレクション）
- 恋人がサンタクロース（ボーカルディレクション）
- 秋風のアンサー（ボーカルディレクション）
- Flower Garden（ボーカルディレクション）
- 初恋（ボーカルディレクション）
- 青いトライアングル（ボーカルディレクション）
- 七色キャンドル（ボーカルディレクション）
- 時間旅行（ボーカルディレクション）
- Blue Sky Blue（ボーカルディレクション）
- Clover（ボーカルディレクション）
- ラッキー7（ボーカルディレクション）
- Imagination（ボーカルディレクション）
- 人魚姫（ボーカルディレクション）
- 紫陽花カレイドスコープ（ボーカルディレクション）
- モノクロ（2017年1月11日発売）（ボーカルディレクション）
- カラフル（2017年1月11日発売）（ボーカルディレクション）

Nissy (西島隆弘)
- 「トリコ」共作詞、共作曲、共編曲、ボーカルディレクション、コーラス（2018年）
- 「まだ君は知らない MY PRETTIEST GIRL 〜Christmas ver.〜」共編曲、ボーカルディレクション、コーラス
- 「Relax & Chill」「Addicted To You」ボーカルディレクション

RYUJI IMAICHI
- Out Of the Darkness 作詞、ボーカルディレクション(2018年)

ユナク&ソンジェ from 超新星　
- Song for you　作詞、共作曲(2017年)

Happiness
- REWIND　（2017年2月8日発売）ボーカルディレクション

May J.
- 「Let It Go〜ありのままで〜（エンドソング）」　ボーカルプロデュース（2014年1月5日発売）
- 「SIDE BY SIDE」「Smile At Me」共作詞、ボーカルプロデュース（アルバム「Futuristic」(2017年10月25日)に収録

DREAM AMI
- Wonderland　ボーカルディレクション
- NEXT　ボーカルディレクション
- マジックタイム（2015年7月29日「ドレスを脱いだシンデレラ」に収録）ボーカルディレクション
- トライ・エヴリシング（ディズニー映画『ズートピア』日本版主題歌。2016年4月20日発売）ボーカルディレクション
- エデンの園（「トライ・エヴリシング」に収録。2016年4月20日発売）
- Lovefool -好きだって言って-　（2016年10月19日発売）ボーカルディレクション
- じゃあね（「Lovefool -好きだって言って-」に収録。2016年10月19日発売）ボーカルディレクション
- Change my life（サマンサタバサ「DREAM COLOR」TVCMソング。「はやく逢いたい」に収録。2017年3月24日発売）ボーカルディレクション
- Alright!（「はやく逢いたい」に収録。2017年3月24日発売）ボーカルディレクション

EXILE THE SECOND
- Dirty Secret （Shut up!! Shut up!! Shut up!!に収録。2016年8月24日発売）作詞、ボーカルディレクション
- Dirty Secret Remix feat. AKLO（BORN TO BE WILDに収録。2017年3月1日発売）作詞、ボーカルディレクション
- Because I Love You（BORN TO BE WILDに収録。2017年3月1日発売）ボーカルディレクション

KinKi Kids
- 「Want You」作曲、編曲（2014年12月10日 M album に収録）
- 「No More Tears」共作曲（2014.11.12　シングル『鍵のない箱』に収録）
- 「雨音のボレロ」共作曲（2016年9月16日発売「N Album」に収録）

EXILE TRIBE
- 「Higher Ground」　作詞、ボーカルディレクション（『HiGH&LOW ORIGINAL BEST ALBUM』2016年6月15日に収録）

ShuuKaren
- Tricky　（UNIVERSE（2016年10月5日）に収録）ボーカルディレクション

三代目J Soul Brothers
- 「Over & Over」　作詞、ボーカルディレクション（2016年3月30日アルバム『THE JSB LEGACY』に収録）
- 「君の瞳に恋してる -Can't Take My Eyes Off You-」　ボーカルアレンジ、ボーカルディレクション（2013年1月1日アルバム『MIRACLE』に収録）

BRIGHT
- 「Theme of BRIGHT ～Real～」　作詞（2010年2月アルバム「Real」に収録）
- 「Theme of BRIGHT ～Notes 4 You～」　作詞（2009年1月アルバム「Notes 4 You」に収録）
- 「Brightest Star～Unplugged～」　作曲（2009年1月アルバム「Notes 4 You」に収録）
- 「手紙 feat.K ～Album ver.～」　共編曲 / ボーカルプロデュース（2009年1月アルバム「Notes 4 You」に収録）
- 「Brightest Star Cubismo Grafico Remix」　作曲（2008年7月シングル「手紙 feat.K / One Summer Time」収録）
- 「手紙 feat.K」（2008年7月シングル　共編曲 / ボーカルプロデュース「手紙 feat.K/One Summer Time」に収録 熱田神宮会館CMソング）
- 「Theme of BRIGHT」　作詞 / 作曲 / 編曲 / ボーカルプロデュース（2008年1月ミニアルバム「Brightest Star」に収録）
- 「Tears」　作曲 / 編曲 / ボーカルプロデュース（2008年1月ミニアルバム「Brightest Star」に収録）
- 「Brightest Star」　作曲 / 共編曲 / ボーカルプロデュース（2008年1月ミニアルバム「Brightest Star」に収録）
- 「Eternal Love」　共編曲 / ボーカルプロデュース（2008年1月ミニアルバム「Brightest Star」に収録）
- 「Eternal Love」　作曲（2008年1月ミニアルバム「Brightest Star」に収録）

twill
- 「My Step」　作曲 / 編曲 / プロデュース　（2009年9月シングル 日本テレビ系「歌スタ!!」9月の“お題歌”）
- 「Back In Love」　作詞 / 作曲 / ボーカルプロデュース（2009年9月シングル「My Step」に収録）

HI-D
- 「Can‘t Go Back」　共作詞 / 共作曲 / 編曲（2007年10月アルバム「fragrance」に収録）
- 「夢のキオク」　共作曲 / 編曲（2004年7月シングル / 2004年9月アルバム「Great Second」に収録）
- 「What Kind Of Man Would I Be」　共作曲 / 編曲（2004年9月アルバム「Great Second」に収録）
- 「Take it off」　共作曲 / 編曲（2003年7月シングル「Girlfriends」に収録 / 2003年11月アルバム「Word of Majesty」に収録）

JUJU
- 「笑顔の残像」　コーラス　（2007年10月アルバム「Wonderful Life」に収録）
- 「シングル・アゲイン」ボーカルディレクション

BRIGHT（インディーズ作品）
- 「Tears」　作曲 / 編曲 / ボーカルプロデュース（2007年8月EP「Brightest e.p.02」に収録）
- 「Theme of BRIGHT 02」　作詞（2007年8月EP「Brightest e.p.02」に収録）
- 「Theme of BRIGHT」　作詞 / 作曲 / 編曲 / ボーカル・プロデュース（2007年4月EP「Brightest e.p.01」に収録）
- 「Brightest Star」　作曲 / 共編曲 / ボーカルプロデュース（2007年4月EP「Brightest e.p.01」に収録）
- 「My Way」　作曲 / ボーカルプロデュース（2007年4月EP「Brightest e.p.01」に収録）
- 「Eternal Love」　共編曲 / ボーカルプロデュース（2007年4月EP「Brightest e.p.01」に収録）

EMYLI
- 「Shake　the Habit」　編曲　（2007年4月シングル「Day by Day」に収録
- 「永遠なんて」　編曲　（2003年9月アルバム「Flower　Of Life」に収録

鈴木雅之
- 「Champagne」　コーラス（2007年3月アルバム「Champagne Royale」に収録）

K
- 「Brand New Map」　作曲 / 共編曲 / コーラス/ボーカルプロデュース（2006年8月発売シングル / 2006年12月アルバム「Music in My Life」に収録 TBS系アニメ「BLOOD+」第4クールエンディングテーマソング)
- 「Cover Girl」　共作曲 / アディショナル・ボーカル（2006年1月アルバム「Beyond the Sea」に収録）

SMAP
- 「君がいる」　作曲 / コーラスアレンジ / コーラス　2006年7月アルバム「Pop Up! SMAP」に収録）

DGEM
- 「Go Go」　コーラス（2004年11月アルバム「デジソウル」に収録）
- 「Happy Life」　コーラス（2004年9月シングル / 2004年11月アルバム「デジソウル」に収録）

Skoop On Somebody
- 「Smile Again」　ボーカルプロデュース（2003年12月シングル)

孫楠（スン・ナン）
- 「化學效應 (Chemical Reaction)」　ボーカルプロデュース（2003年11月アルバム(台湾リリース)）

Calyn
- 「Poplar」　作曲　（2002年11月アルバム「BLACK BITTER & SWEET」/ 2003年3月アルバム「SlowJam」に収録）
- 「Nah Nah Nah」　作曲　（2002年11月アルバム「BLACK BITTER & SWEET」に収録
- 「変わりゆく時」「Door」　作曲　（2000年9月アルバム「Calyn」に収録）
- 「Stay」　コーラス　（2000年7月シングル「Tears」に収録）
- 「Gonna Be Alright」　共作曲/編曲/コーラス　（1999年12月シングル「One Wish」/ 2000年9月アルバム「Calyn」に収録）
- 「One Wish」　コーラス　（1999年12月シングル）
- 「Moments」　コーラス　（1999年9月シングル）

川口大輔
- 「Saturday」　コーラス　（2003年4月シングル「Memory Lane」に収録）
- 「WILL (ensemble in the DAWN)」　（2003年1月アルバム「Before The Dawn」に収録）
- 「STARS」　（2003年1月アルバム「Before The Dawn」に収録）
- 「REWIND」　ボーカルプロデュース　（2003年1月アルバム「Before The Dawn」に収録）
- 「WILL」　ボーカルプロデュース　（2003年1月コンピレーション・アルバム「Smooth2」に収録）

QUERER
- 「微睡み」　作曲 / 編曲　（2001年10月アルバム「QUERER」に収録）
- 「Sunset」　作曲 / 編曲　（2001年10月アルバム「QUERER」に収録）

久保田利伸
- 「Free your soul (KC‘s BE-MELLOW Remix)」　コーラス　（2002年12月アルバム「THE BADDEST III」に収録）

- 西城秀樹

- 「バイラモス（Y2K Remix）」　リミックス（2000年3月アルバム「Bailamos 2000」に収録）
- 「ヤングマン（Boomy Mix）」　リミックス（2000年3月アルバム「Bailamos 2000」に収録）
- 「ブーツを脱いで朝食を（First Time Mix）」　リミックス（2000年3月アルバム「Bailamos 2000」に収録）

JAYE'S MASS CHOIR
- 「Go My Way」　コーラス（featured vox)（2000年12月シングル）
- 「Take Me To The River」　コーラス（featured vox) （2000年12月シングル）
- 「悲しみにさよなら」　コーラス（featured vox) （2000年12月シングル）

Sowelu
- 「cloudy Feat. Masaya Wada (Taishi Fukuyama Remix)」　共作詞 / フィーチャリング・ボーカル（2005年7月コラボレーション・アルバム「Heads or Tails?」に収録）
- 「beautiful dreamer」　ボーカルプロデュース　（2002年4月シングル オリコン20位 / 2009年3月アルバム「THE BEST 2002-2009」に収録）
- 「After All」　ボーカルプロデュース（2002年4月シングル「beautiful dreamer」に収録）

DABO
- 「恋はオートマ」　共作曲　（2002年8月シングル / 2002年9月アルバム「HITMAN」に収録）

東方神起
- 「言葉はいらない」　作曲 / 編曲（2005年7月シングル「Somebody To Love」に収録）
- 「Try My Love」　共作曲（2005年4月シングル「Stay With Me Tonight」に収録）
- 「Stay With Me Tonight」　コーラス（2004年4月シングル）

野口五郎
- 「Sweet Rain」　編曲 / コーラス（2003年9月シングル）

HIBARI
- 「名前をください」　ボーカルプロデュース（2004年12月アルバム「Modern Classics」に収録）
- 「Spring Again」　ボーカルプロデュース（2004年12月アルバム「Modern Classics」に収録）
- 「The Sign」　作曲 / ボーカルプロデュース（2004年12月アルバム「Modern Classics」に収録）
- 「MY LITTLE PRAYER」　ボーカルプロデュース（2004年11月シングル「愛と呼ぶもの」/ 2004年12月アルバム「Modern Classics」に収録）
- 「Back In Love Again」ボーカルプロデュース（2003年11月シングル）
- 「Fade To Black」ボーカルプロデュース（2003年11月シングル「Back In Love Again」に収録）

Voices of KOREA/JAPAN
- 「Let‘s Get Together Now」　ボーカルプロデュース（2002年3月シングル オリコン3位）

MAYA
- 「アヴァンチュルーズ」　コーラス（2003年7月アルバム「Angel Plays Soul」に収録）

MISIA
- 「The Best Of Time」　コーラス（2003年3月アルバム「Slow Jam」に収録）
- 「Interlude “sending my love”」　作曲 / 編曲（2001年1月アルバム「LOVE IS THE MESSAGE」に収録）
- 「Interlude “so in love with you”」　作曲 / 編曲（2001年1月アルバム「LOVE IS THE MESSAGE」に収録）
- 「忘れない日々」　コーラス（1999年11月シングル オリコン4位 / 2000年1月アルバム「LOVE IS THE MESSAGE」に収録）

Ryohei / 山本領平
- 「Almost There」　作曲 / 編曲 / ボーカルプロデュース（2003年6月シングル / 2008年9月アルバム「Ryohei BEST」に収録）

Uran
- 「人魚の歌」　作曲（2000年）

Sky's The Limit
- 「The Day（Naked Ver.)」　作曲 / 編曲 / ボーカルプロデュース / ミックス（2014年ミニアルバム「NAKED」に収録　OTV55周年記念ドラマ「Heart Beat」主題歌）